# Gonospora varia
Gonospora varia is een soort in de taxonomische indeling van de Myzozoa, een stam van microscopische parasitaire dieren. Het organisme komt uit het geslacht Gonospora en behoort tot de familie Urosporidae. Gonospora varia werd in 1892 ontdekt door Léger.